# Cynorta albicurvata
Cynorta albicurvata is een hooiwagen uit de familie Cosmetidae.